# المنارة المظفرية

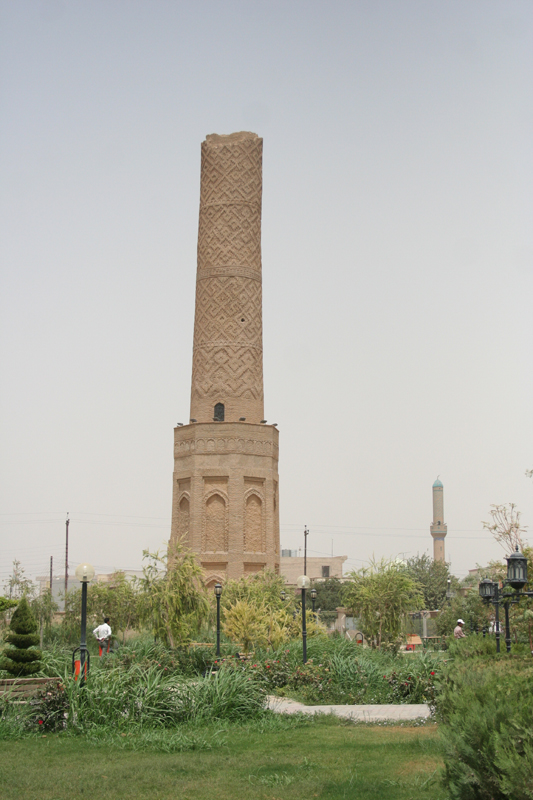
المنارة المظفرية 2009

المنارة المظفرية انشات في زمن مظفر الدين كوكبوري الذي حكم اربيل في عهد صلاح الدين الأيوبي، ويبلغ ارتفاع المنارة حوالي 37 متراً. وللمنارة بابان ويبلغ طول كل باب حوالي مترين ونصف المتر. ويؤدي كل باب إلى سلالم تؤدي إلى أعلى المنارة ويبلغ عدد السلالم لكل باب تقريبا 110 سلم لكل باب. وتبعد هذه المنارة عن قلعة أربيل حوالي 500 متر تقريباً وتقع في الجانب الغربي من مدينة أربيل.
وتعتبر المنارة المظفرية ثاني أكبر معلم تاريخي بعد قلعة أربيل، وذاعت شهرتها لجمال منظرها وهندسة بنائها في إقليم كردستان في العراق، ويعتقد أن هذه المنارة بنيت في عصر أتابكية أربيل والموصل في عصر السلطان مظفر الدين كوكبري أي (الذئب الأزرق) باللغة التركية، والسلطان صلاح الدين الأيوبي كان صهرا للكوكبري، ويعود ذلك الاعتقاد لعصر بنائها إلى عهد السلطان المذكور، لعدم وجود دليل كتابي على جدران المنارة لتاريخ بنائها وجنسية مهندسها.

## الوصف الهندسي والعمراني

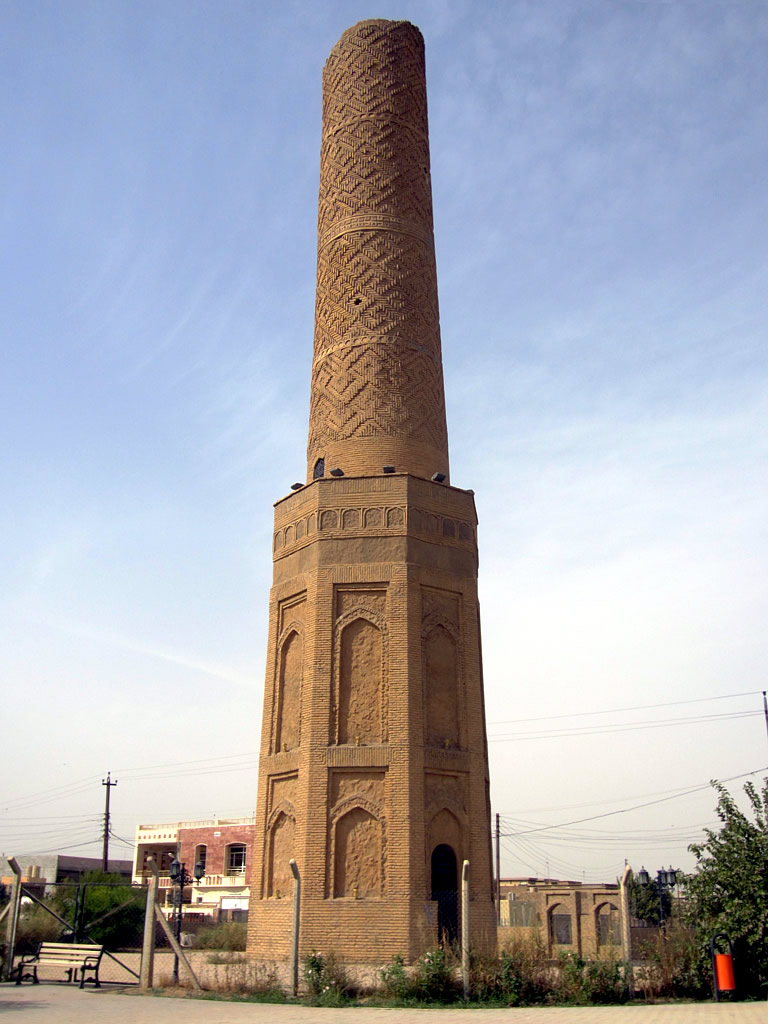
المنارة المظفرية 2011

المنارة من جانب الوصف الهندسي، تتكون من الأسفل على شكل هندسي مثمن، وجزء علوي أسطواني، وهناك باب صغير من الجهة الجنوبية يخرج من بداية الشكل الأسطواني إلى حافات ضيقة لسطح الشكل الأسطواني، ويبلغ ارتفاع المنارة الآن إلى ما يقارب 37 مترا، وهي مشيدة بالآجر الأحمر والجص، ومبنية على قاعدة مثمنة الأضلاع بأطوال متساوية إلا في ضلعين، ولها بابان مغلقان يفضي كل منهما إلى سلم منفرد دون التقاء بينهما، ويوجد في داخل المنارة بناء اسطواني الشكل يصغر قطره كلما صعدت إلى الأعلى، ويدور حوله السلمان، حيث يدخل المرء من البابين المذكورين للصعود إلى أعلى المنارة، وتبلغ درجات كل سلم 132 درجا من كل جانب لا التقاء بينهما الا في البداية على الأرض، والنهاية في قمة المنارة، بحيث يمكن لشخصين ان يصعدا أو ينزلا في وقت واحد، دون أن يرى احدهما الآخر، والجدير بالإشارة، أن للمنارة في وسط ارتفاعها من الجهة الشرقية، شباك لحركة الهواء، حيث يدخل منها الهواء بسرعة 40 كلم\ساعة. والمنارة مزينـة من واجهاتها الخارجية بزخارف تشابه إلى حد بعيد، بزخارف منارة قضاء (سنجار) ومنارة (الحدباء) في مدينة الموصل، ومنارة داقـوق جنوب مدينة كركوك.

## تحطمها بالصاعقة
وحسب أقوال المعمرين من البنائين والروايات المتداولة شفاها، فإن المنارة كانت تعلو بارتفاع 45 متراً تقريباً، وذلك قبـل ان يصيب الجزء العلوي منها صاعقة في فصل الربيع حيث تكثر بهذا الفصل الصواعق والرعد ووابل الأمطار في مدينة أربيل وضواحيها، ولقد اقتصت الصاعقة من ارتفاعها حوالي 8 أمتار. أما محيط قطرها فيقدر 21 قدمـاً.

## الصيانة والترميم
ولقد قامت شركة إيطالية عام 2009 بالتعاون مع دائرة الآثار التابعة لوزارة الثقافة لحكومة إقليم كردستان بترميمها لحمايتها من السقوط لأن أرضيتها أصبحت رخوة وهشة مؤخرا، والآن تعتبر إحدى الرموز الأثرية والمعالم السياحية في مدينة أربيل.
وهناك صور قديمة للمنارة تعود لستة أو سبعة عقود مضت، تبدو فيها منفردة وحيدة في فناء مكشوف، وأصبحت المنارة الآن في وسط المدينة بسبب الحركة العمرانية الواسعة التي شهدتها أربيل بعد الانتفاضة الآذارية عام 1990 وحركة الاعمار السريعة بعد 2003 أي بعد سقوط النظام السابق.

## حكاية شعبية عن سبب بناء المنارة

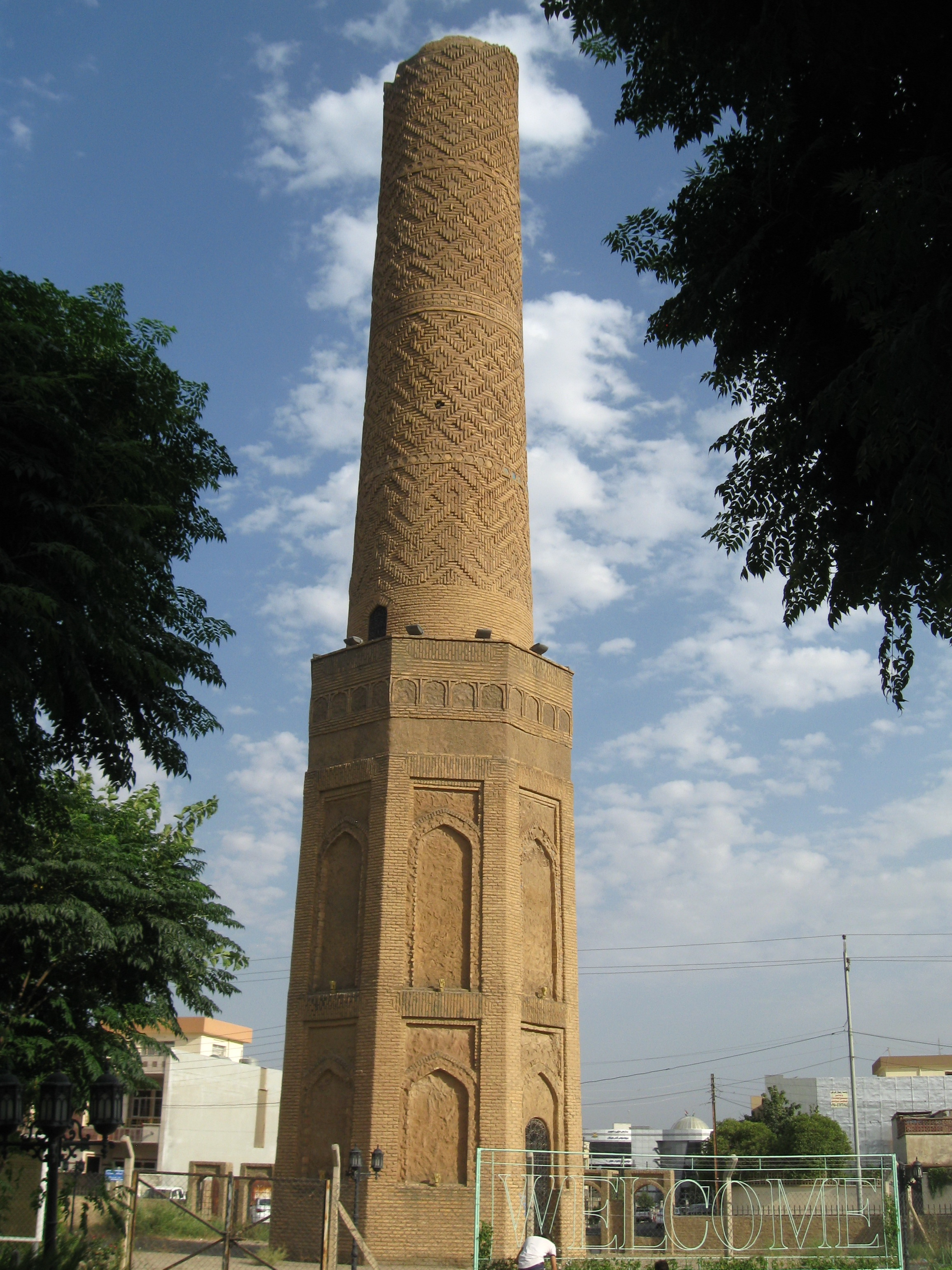
المنارة المظفرية

وهناك حكايات تروى جيلا عن جيل حول المنارة والهدف من بناء السلمين فيها، وأسباب التشابه بينها وبين المنارات الأخرى في كردستان، منها، ما يروى بأن المهندس المنفذ للمنارة كان طالباً لدى مهندس منارة داقوق، ولكن بسبب خلاف أثناء تنفيذ العمل في منارة داقوق، يترك الطالب أستاذه، فينفذ منارة المظفرية في أربيل التي سميت فيما بعد بمنارة (جولي) أي منارة البرية بسبب بعدها عن القلعة والأحياء المحيطة بها، ويدرك الطالب أن أستاذه سيزورهُ حتما بعد سماعهِ خبر بناء هذه المنارة، فيستعد لتلك الزيارة منذ البداية، ويتوقع من استاذه الحسد والضغينة إذا ما شاهد هذا البناء الشامخ الذي بني بأحسن من بناء أستاذه لمنارة داقوق، فيأتي الأستاذ لاحقاً لرؤية المنارة، فيفكر ببناء سلمين داخل أسطوانة المنارة دون التقاء بينهما للخلاص من أي شر قد يكمنه أستاذه، وبالفعل، يطلب الأستاذ من طالبهِ أن يتسلقا المنارة معا، فيبدأ الاستاذ بالصعود من السلم الأول ولا يدرك أن هناك سلم ثاني، ويصعد الطالب السلم الثاني، فيلتقيان في القمة، فيدرك الطالب أن أستاذه في حالة نفسية غير طبيعية، فيخاف الطالب ويستعجل بالنزول من السلم الأول، ويعتقد الأستاذ أن السلم الثاني يلتقي بالأول في الطريق النازل، فيختار الثاني، فيلتقيان ثانية على الأرض، وهناك أناس يتابعون الحدث، عندها يتخلى الأستاذ عن الانتقام من طالبه، ويقوم أمام الناس بتهنئة طالبه على هذا الإنجاز، فيسافر إلى مدينة الموصل ليبني منارة أفضل من طالبه، فيبني منارة، فتخرج بنتيجة بأن منارته مائل ويتوقع سقوطهِ في أية لحظة، ففشل في مسعاه، والآن تسمى تلك المنارة، بالحدباء في مدينة الموصل.